# Municipio de Flora (Minnesota)
El municipio de Flora (en inglés: Flora Township) es un municipio ubicado en el condado de Renville en el estado estadounidense de Minnesota. En el año 2010 tenía una población de 188 habitantes y una densidad poblacional de 1,92 personas por km².

## Geografía
El municipio de Flora se encuentra ubicado en las coordenadas 44°40′1″N 95°10′21″O / 44.66694, -95.17250. Según la Oficina del Censo de los Estados Unidos, el municipio tiene una superficie total de 98.02 km², de la cual 97,8 km² corresponden a tierra firme y (0,22 %) 0,22 km² es agua.

## Demografía
Según el censo de 2010, había 188 personas residiendo en el municipio de Flora. La densidad de población era de 1,92 hab./km². De los 188 habitantes, el municipio de Flora estaba compuesto por el 96,28 % blancos, el 0,53 % eran asiáticos y el 3,19 % eran de una mezcla de razas. Del total de la población el 1,06 % eran hispanos o latinos de cualquier raza.